# Cañamares (Ciudad Real)
Cañamares es una aldea española de la provincia de Ciudad Real perteneciente al municipio de Villahermosa, en la comunidad autónoma de Castilla-La Mancha.

## Geografía
La localidad dista unos 10 km de Villahermosa. A 8 km hacia el este, se encuentra Villanueva de la Fuente de la que depende desde el punto de vista eclesiástico. Se encuentra a una altitud de 980 m sobre el nivel del mar. Longitud: 2°45' oeste; latitud: 38°44' norte.

## Historia
A un kilómetro de distancia se encuentra la aldea de Santa María, con la que ha compartido su historia.
Formó parte del partido del Campo de Montiel de la Orden de Santiago, compartiendo encomienda con la aldea de Torres cercana a Montiel, de ella ya se tienen noticias históricas en 1407. Después de unos años como municipio independiente, pasó a depender de Villahermosa a mediados del siglo XIX.
Hacia mediados del siglo XIX, el lugar, por entonces con ayuntamiento propio, tenía contabilizada una población de 250 habitantes. La localidad aparece descrita en el quinto volumen del Diccionario geográfico-estadístico-histórico de España y sus posesiones de Ultramar de Pascual Madoz de la siguiente manera:

CAÑAMARES: v. con ayunt. en la prov. de Ciudad-Real (12 leg.), part. jud. de Villanueva de los Infantes (4), aud. terr. de Albacete (17), dióc. de Toledo (32), aunque perteneciente al terr. de la orden de Santiago en el campo de Montiel, c. g. de Castilla la Nueva (Madrid 33): sit. en una colina cercada de cerros cubiertos de encina y roble; goza de clima templado y se padecen tercianas. Tiene 50 casas, todas pobres y de piso bajo; igl. parr. dedicada á San Urban; curato de entrada y provision de S. M., previo concurso ante el tribunal especial de las órdenes militares. Confina el term. por N. con el de Villanueva de la Fuente; E. Reolid (Albacete); S. Villahermosa; O. Fuenllana y Villanueva de los Infantes. Su terreno todo de labor, á cuya profesion se dedican sus naturales: cerca de la pobl. nace el r. Azuer, que riega toda su vega. prod.: granos, pastos y cáñamos. pobl.: 50 vec., 250 almas. cap. imp.: 25,000 rs. contr.: con inclusion de culto y clero 876 rs. 23 mrs. Este pueblo ha sido hasta poco tiempo hace, un anejo, o por mejor decir, unas casas de vec. de Villahermosa, de donde dista 2 1/2 leg., y consta que es uno de los que el rey D. Alonso dio á la órden de Santiago.
(Madoz, 1846, p. 485)

Todavía se conservan las ruinas de la antigua iglesia parroquial dedicada a su patrón, San Urbán, cuya festividad celebrada a finales de mayo todavía reúne cada año a la diáspora cañamareña, celebración que conlleva el típico concurso de "gachas" con asistencia de numerosos habitantes de los pueblos próximos. 
En sus proximidades se encuentra el cortijo de "Pozo Leña", que pudiera ser una antigua venta, y que tiene un escudo señorial perteneciente a la familia de los Abad y Sandoval que tenían su casa solar en Villahermosa.
Muy cerca, en el lugar llamado de la "Juansomera" nace el río Cañamares que después de más de cuarenta kilómetros de recorrido, pasando por el santuario de Nuestra Señora de la Carrasca y por el municipio de Carrizosa, desemboca en el Azuer, afluente a su vez del Guadiana.

## Demografía
En 2015 tenía 10 habitantes según los datos oficiales del INE, aunque en los años cincuenta llegó a sobrepasar con creces el centenar de habitantes que después emigraron, principalmente, hacia el levante español y Mallorca. Actualmente quedan viviendo 5 habitantes de forma continua, sin embargo en los meses de verano pueden llegar a sobrepasar el medio centenar las personas allí reunidas, especialmente en las fiestas patronales. 